# Jan Dieteren
Jan Dieteren (né le 12 avril 1993 à Bensheim en Allemagne) est un coureur cycliste allemand.

## Biographie
En 2014, Jan Dieteren termine quatrième du Tour de Taïwan, septième du championnat d'Allemagne sur route espoirs et huitième du Grand Prix de Francfort espoirs. En Coupe des Nations espoirs, il figure également parmi les dix premiers sur la Côte picarde (8e). 
En début d'année 2016, un cancer des testicules lui est diagnostiqué. Après une saison blanche en 2016, il reprend la compétition en avril 2017. Il ne termine aucune course en 2017 et n'est pas conservé par l'équipe Leopard à l'issue de la saison.

## Palmarès
- 2010
  - 2e du championnat d'Allemagne du contre-la-montre juniors
- 2012
  - 3e étape du Tour de Thuringe
- 2013
  - Champion de Hesse sur route
  - 2e étape du Tour de Thuringe
- 2015
  - 3e de la Roue tourangelle

## Classements mondiaux
| Année           | 2012 | 2013 | 2014 | 2015 |
| --------------- | ---- | ---- | ---- | ---- |
| UCI Asia Tour   |      |      | 113e |      |
| UCI Europe Tour | 676e | 566e | 542e | 290e |